# زمین‌لرزه ۱۹۹۵ وودینگ
زمین‌لرزه وودینگ  در تاریخ ۲۳ اکتبر ۱۹۹۵ میلادی، برابر با ‎۱ آبان ۱۳۷۴، ساعت ۲۲:۴۶:۵۰ به زمان یوتی‌سی در چین ، منطقه شهرستان وودینگ رخ داد. ژرفای این زلزله ۱۳٫۱ کیلومتر بود، و بزرگی آن ۶٫۲ در مقیاس Mw اعلام شده‌است. زمین‌لرزه به وقت محلی در روز سه‌شنبه، ساعت ۶ روی داده و منطقه زمانی آن یوتی‌سی +۸ بوده‌است .
سازمان زمین‌شناسی آمریکا نیز رومرکز این زمین‌لرزه را در مختصات ۲۶°۰۰′۱۱″شمالی ۱۰۲°۱۳′۳۷″شرقی / ۲۶٫۰۰۳°شمالی ۱۰۲٫۲۲۷°شرقی و ژرفای آنرا در ۱۰ کیلومتر گزارش کرده‌است. بزرگی برگزیدهٔ این سازمان از میان بزرگیهای محاسبه‌شدهٔ مختلف ۶٫۲ در مقیاس Mw بوده و از دید اثر، در میان چهار دسته‌بندی «نامحسوس»، «محسوس»، «زیان‌آور» یا «با تلفات»، زلزله را «با تلفات» اعلام کرده‌است.بیش از ۲۰۰ ساختمان در زمین‌لرزه خراب شده یا آسیب دیده است.
پروژهٔ «تنسور گشتاور مرکزوار» زاویه‌های (راستا، شیب، ریک) گسل سازندهٔ زمین‌لرزه و صفحه عمود بر آنرا (°۱۳، °۷۵، °۹-) یا (°۱۰۵، °۸۱، °۱۶۵-) و نوع گسل را «امتدادلغز» فرارسانده‌است.
شمار کشتگان زلزله حدود ۵۳ نفر بوده‌است.تعداد زخمیان ۱۴۰۰۰ نفر برآورده شده‌است.بی‌خانمان شدگان نیز ۲۰۰۰۰ نفر اعلام شده‌است.